# Crossopetalum uragoga
Crossopetalum uragoga là một loài thực vật có hoa trong họ Dây gối. Loài này được (Jacq.) Kuntze mô tả khoa học đầu tiên năm 1891.